# Уболоть (Калинковичский район)
Уболоть (бел. Убалаць) — деревня в Зеленочском сельсовете Калинковичского района Гомельской области Белоруссии.

## География

### Расположение
В 21 км на северо-восток от Калинковичей, 6 км от железнодорожной станции Холодники (на линии Жлобин — Калинковичи), 126 км от Гомеля.

## Транспортная сеть
Транспортные связи по просёлочной, затем автомобильной дороге Гомель — Лунинец. Планировка состоит из 2 прямолинейных, параллельных между собой улиц, соединённых дорогами и ориентированных почти меридионально. Застройка двусторонняя, деревянная усадебного типа.

## История
По письменным источникам известна с XIX века как деревня в Мозырском уезде Минской губернии. В 1850 году в составе поместья Домановичи, владение помещика Михайлова. В 1879 году обозначена как селение в Домановичском церковном приходе. Согласно переписи 1897 года действовали хлебозапасный магазин, ветряная мельница. В 1908 году в Домановичской волости Речицкого уезда Минской губернии. В 1915 году с вводом в эксплуатацию железной дороги Жлобин — Калинковичи, начал действовать железнодорожный разъезд Уболоть (4 км от деревни).
В 1930 году организован колхоз «Белорусская Академия наук», работали ветряная мельница, конная круподёрка, кузница, начальная школа (в 1935 году 56 учеников). Во время Великой Отечественной войны в боях за деревню и окрестности погибли 129 советских солдат (похоронены в братской могиле на кладбище). Освобождена 12 января 1944 года. 53 жителя погибли на фронте. Согласно переписи 1959 года в составе колхоза «Коммунар» (центр — деревня Зеленочи), располагался фельдшерско-акушерский пункт.

## Население

### Численность
- 2004 год — 80 хозяйств, 146 жителей.

### Динамика
- 1850 год — 18 дворов.
- 1897 год — 66 дворов, 324 жителя (согласно переписи).
- 1908 год — 71 двор, 478 жителей.
- 1959 год — 594 жителя (согласно переписи).
- 2004 год — 80 хозяйств, 146 жителей.